# Corullón (kommun)
Corullón är en kommun i Spanien.   Den ligger i provinsen Provincia de León och regionen Kastilien och Leon, i den nordvästra delen av landet, 300 km nordväst om huvudstaden Madrid. Antalet invånare är 1 080. Arean är 83 kvadratkilometer. Corullón gränsar till Villafranca del Bierzo, Toral de los Vados, Sobrado, Oencia, Barjas och Trabadelo. 
Terrängen i Corullón är huvudsakligen kuperad, men österut är den platt.